# AF Bostäder

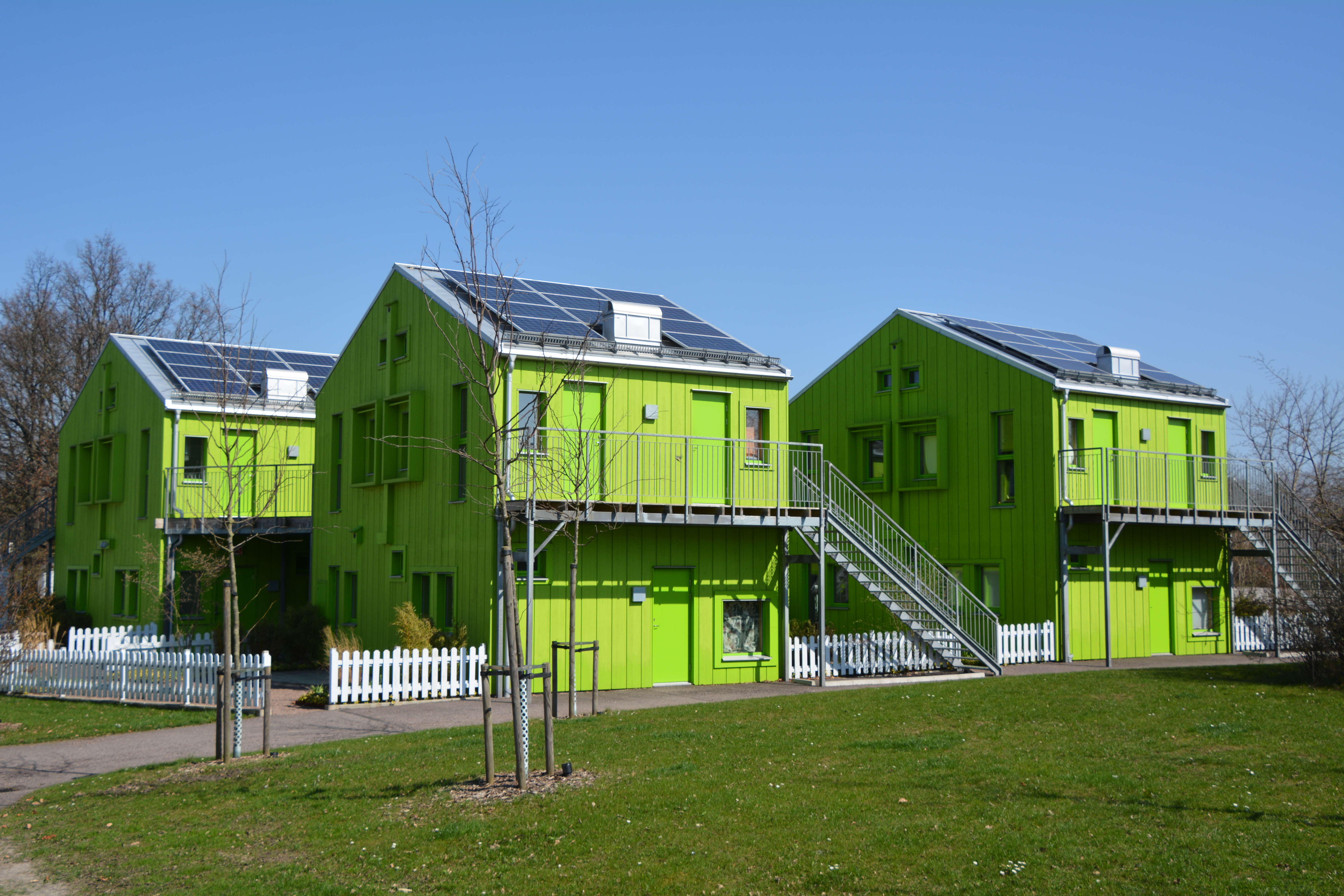
Bokompakt på Norra Fäladen i Lund, hus byggda 2017

AF Bostäder är en stiftelse i Lund som hyr ut rum och lägenheter till studerande. AF Bostäder utgjorde tidigare en integrerad del av Akademiska Föreningen (AF) och har sin historiska början i de studentrum som inrättades i AF-borgens 4:e och 5:e våning 1851, men som framför allt kom att utvecklas genom byggandet av separata studentbostadshus från och med 1940-talets slut. 1983 omvandlades AF Bostäder till en juridiskt fristående stiftelse. Akademiska Föreningens överstyrelse utser dock alltjämt merparten av stiftelsens styrelseledamöter och bostadsombudsman. För att köa och bo hos AF Bostäder behöver man vara medlem i Studentlund som innefattar medlemskap i AF, nation och kår.
AF Bostäder tillhandahåller runt 6 000 studentbostäder (2024).

## Historik
AF Bostäder har sin upprinnelse i själva huset på Sandgatan. Från början i AF-Borgen efter husets färdigställande tillhandahöll AF bostäder i huset, framförallt på de översta våningarna (tredje, fjärde, femte). Dessa rum hyrdes främst ut till kuratorerna vid respektive nation eller andra bemärkta nationsmedlemmar som nationerna själva såg ut och var aldrig avsedda att täcka in hela studentbostadsmarknaden. Olika lösningar med bostäder i huset för studenter fanns kvar till mitten av 1960-talet, idag används dessa utrymmen framförallt av studentföreningar för sina lokaler.

AFB:s utveckling hänger intimt samman med utveckling för studentbostadsmarknaden överlag i Lund. Fram till mitten av 1900-talet hyrde de flesta studenter inackorderingsrum på olika håll i staden om de inte redan hade familj i Lund då de i sådana fall oftast bodde hemma. I vissa fall bodde studenter i olika stiftelsehem knutna till universitetet (Thomanders, Studentskegården) eller utanför universitetets regi men då ofta religiöst präglade i fall de drevs i stiftelseregi (Micklagård, Roseniusgården ) eller olika privata "studentkaserner". Många studenter med familj och bakgrund i Lunds omgivningar bodde hemma och pendlade in med tåg till föreläsningar, seminarier och tentamina (detta gällde främst medlemmar i Malmö nation och Lunds nation). De som framförallt efterfrågade studentbostäder i Lund var medlemmarna i de uppsvenska nationerna eller från de delar av Skåne som var för långt bort för pendlingsavstånd till staden.

År 1900 studerade 661 studenter vid universitetet, höstterminen 1939 var det 2800 stycken, i slutet av 1950-talet 7000. Denna utveckling gjorde att de gamla lösningarna med inackorderingsrum, stiftelsehem och privata studentkaserner började framstå som otillräckliga i en stad där studenterna utgjorde en allt större andel av befolkningen (1930 bodde 24 000 i staden Lund, 1950 34 000) från och med mellankrigstiden vilket var samma utveckling som sågs även i Uppsala. Med den ökade levnadsstandarden och välståndsutvecklingen som skedde vid samma tid minskade dessutom behovet av rumsuthyrning för att klara försörjningen ( inackorderingsrum hos familjer och änkor/änklingar ). Ökade närvarokrav i många ämnen (seminarier, salstentamina istället för muntliga tentamina hos professorerna, labbar) ställde dessutom högre krav på närvaro för studenterna till institutionerna i staden jämfört med hur det hade varit tidigare.

I samband med att AF-Borgen byggdes om och till i olika omgångar 1945-1953 byggdes nya bostäder i och i anslutning till huset (Aspegrenska gården, nya fjärde och femte våningarna). Under samma tid byggdes de första AF-Bostäderna på Tomegapsgatan (Tomegapsgården). Därmed tog AFB sina första steg till egna studentbostäder.

Annars var det i Lund under tiden 1945-1960 främst nationerna som ökade tillgången på studentbostäder då samtliga studentnationer byggde egna nationshus med studentbostäder, gillestuga och expedition i sina nationshus. Nationerna hade en avgörande fördel AFB inte hade: De kunde samla in medel till egna nationshus i hembygden hos kommuner, företag och landsting till stöd för de egna studenterna som flyttade dit hemifrån. Som självständiga organisationer kunde var och en av nationerna dessutom söka fördelaktiga lån från Finansdepartementet riktade till utbyggnad av studentbostäder och samlingslokaler liksom egen tilldelning för bostadsbyggande (byggandet var reglerat genom Finansdepartementet som genom kvoter bestämde hur stor tilldelning av kapital skulle gå till bostadsbyggandet över hela landet) medan AFB bara kunde söka som en enda organisation. Nationerna kunde därför bygga långt mer påkostade hus (inte minst genom insatser av arkitekten Hans Westman med Göteborgs, Kalmar, Smålands och Malmö nationer ) än vad AFB förmådde. AFB:s byggande under 1950-talet blev jämförelsevis begränsat till ett fåtal projekt som Hävdaryggen (åttavåningshus vid Järnåkra torg 1958).

Från och med 1960 började AFB bygga i en långt större skala och i sammanhängande stadsdelar. Ulrikedal, Vildanden, Studentlyckan, Sparta, Delphi tillkom under decenniet. Nationerna hade redan byggt färdigt sina hus med egna expeditioner och samlingslokaler och var inte i lika trängande behov av att bygga nytt eller hade resurser till en expansion. Den enorma ökningen av antalet studenter på ett decennium (från 8000 HT 1960 till 20 000 HT 1970) kunde därför inte bemästras av de enskilda studentnationerna som tidigare och kommunen genom LKF var liksom tidigare inte intresserade av att bygga studentbostäder, däremot upplät gärna Lunds stad tomttilldelningar till studentbostadsbyggande. AFB följde här samma trend som många offentliga bostadsbolag vid samma tid; stadsplaner med stort antal bostäder, industrialiserat byggande, hela stadsdelar. 

Runt 1970 drabbades AFB av samma kris som många andra allmännyttiga bostadsbolag runt landet. Den stora expansionen hade urholkat den egna  kapitaltillgången vilket gjorde det svårt att parera för räntor på lån och hyresbortfall som uppstod med tomma bostäder, en situation AFB inte hade varit med om tidigare. Dhjingis Khan på Östra Torn 1970-1972 blev det sista byggandet av nya bostäder för AFB på sjutton år (tills Magasinet vid Kung Oscars bro började byggas 1989) och redan från början tilläts icke-studenter att bo där (studerandevillkor hade varit ett absolut krav tills början av 1970-talet). Därtill minskade antalet studenter i början av 1970-talet jämfört med toppåren 1970 (16 000 inskrivna HT 1975). I och med avregleringarna på bostadsmarknaden för villor och bostadsrätter från 1969 ökade tillgången på vanliga lägenheter i den kommunala bostadskön samtidigt som det fanns gott om rivningskontrakt på många bostäder för de som önskade billigt boende centralt. AFB fick uthyrningssvårigheter och tomma bostäder, en situation som förstärktes av att studentbostäderna i många fall höll lägre standard än de alternativ som fanns på den privata marknaden och i de kommunala bostadsköerna (lägre standard i form av delade faciliteter jämfört med egna såsom kök och badrum delat i korridor mot egen lägenhet).  

Åren runt 1980 sålde därför AFB (och vissa av nationerna med ett äldre och slitnare bostadsbestånd) av en del av sitt bostadsbestånd (Hävdaryggen byggdes om till kontor för Skatteverket 1979-1980 och fick epitetet "Skatteskrapan", Djinghis Khan såldes till en bostadsrättsförening 1982). Vid samma tid förändrades standarden så att rumsstädning upphörde liksom möblering vilket tidigare ingått i hyran. Bostadsbolaget omvandlades till en stiftelse 1983.

Efter 1985 började AFB med ett renoveringsprogram av sitt befintliga bostadsbestånd i större skala liksom viss nybyggnation. Efter de stora renoveringsinsatser som gjorts har fokus legat på nybyggnation av studentbostäder vilket ska ses mot bakgrund av att antalet studenter ökat markant sedan 1990. 

## Några av AF Bostäders bostadsområden

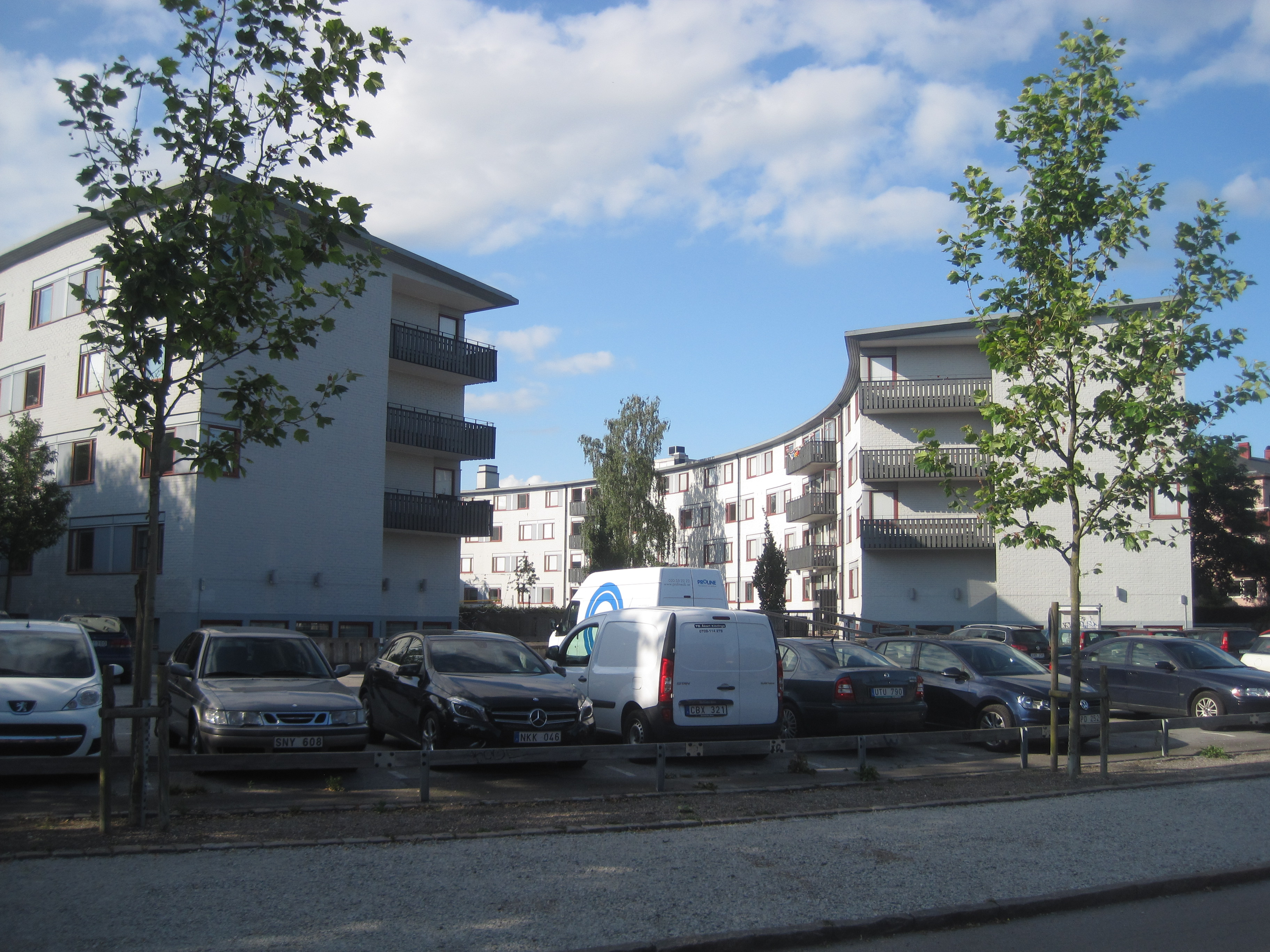
Studentbostadsområdet Parentesen, ritat av Hans Westman.

- BoKompakt (utvecklingsprojekt)
- Dammhagen
- Delphi
- Djingis Khan (numera avyttrat)
- Gylleholm
- Klosterängen
- Kämnärsrätten, Norra Fäladen
- Magasinet
- Parentesen
- Sparta
- Studentlyckan
- Tomegapsgården
- Ulrikedal
- Vegalyckan
- Vildanden